# Frontière entre le Kansas et le Missouri

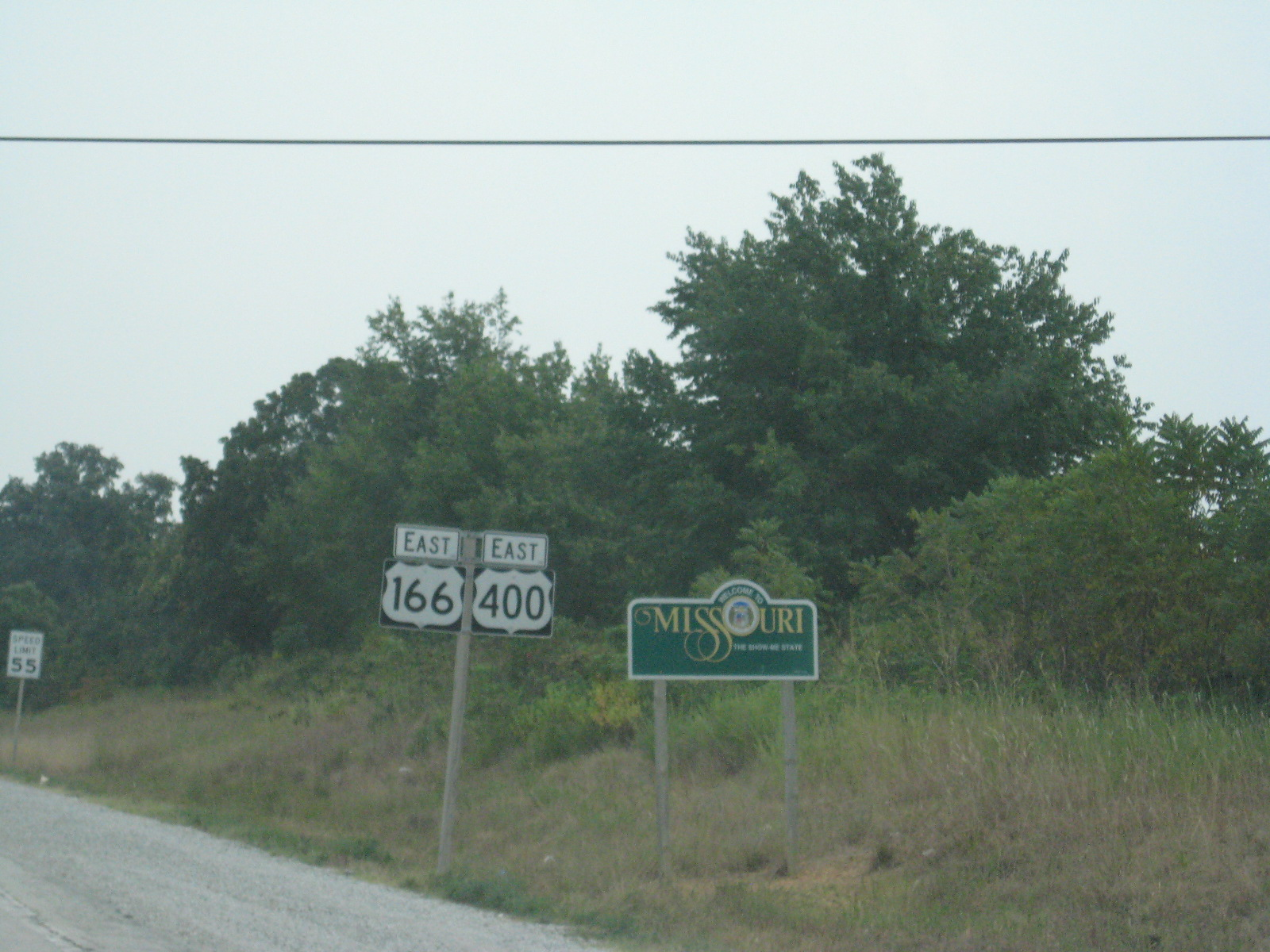
Entrée au Missouri depuis le Kansas.

La frontière entre le Kansas et le Missouri est une frontière intérieure des États-Unis délimitant les territoires du Kansas à l'ouest et le Missouri à l'est.
Son tracé suit la rivière Missouri du 40e parallèle nord jusqu'à la zone métropolitaine de Kansas City formée par les deux villes homonymes de Kansas City (Missouri) et Kansas City (Kansas), puis emprunte le méridien 94° 36'35" longitude ouest jusqu'au 37e parallèle nord.